# Дучинская, Александра Тимофеевна
Александра Тимофеевна Дучинская (1858—1934) — российский педагог. Директор Первой киевской частной женской гимназии (1896—конец 1910-х). Автор украинской книги для чтения и хрестоматии для воскресных школ и школ для взрослых.

## Биография
Окончила Киевские высшие женские курсы. В середине 1880-х годах принимала активное участие в молодёжных общественных объединениях города, входила в кружок «политиков» во главе с П. Яценко и кружок Е. Доброграевой.
В 1889 году устроилась классной дамой в Первую киевскую частную женскую гимназию, основанную Верой Николавной Ващенко-Захарченко. В 1895 году после смерти Веры Николаевны была стала исполнять обязанности директора. Весной следующего года была утверждена в должности директора гимназии, а в июне того же года стала и её содержательницей.
Дучинская сумела вывести гимназию из кризиса, в котором она оказалась после смерти основательницы. При ней в 1902 году гимназия переехала в новое здание на улице Тимофеевской (архитекторы Фёдор Эссен и Василий Осьмак при участии гигиениста Авксентия Корчака-Чепурковского), при этом Дучинская в условиях необходимости экономии средств смогла договориться о выгодных условиях покупки участка и работы подрядчика. Также уделяла внимание качеству преподавательского состава — в него входили, в частности, были известные педагоги В. П. Науменко и П. И. Холодный.
Управляла гимназией до её закрытия в конце 1910-х годов. Умерла в 1934 году, похоронена на Байковом кладбище Киева.